# Ladislav Krejčí (1992)
Ladislav Krejčí (5 juli 1992) is een Tsjechisch voetballer die doorgaans als aanvallende middenvelder speelt. Hij verruilde Sparta Praag in juli 2016 voor Bologna. Krejčí debuteerde in 2012 in het Tsjechisch voetbalelftal.

## Carrière
Krejčí debuteerde op 27 februari 2010 in het betaald voetbal toen hij direct een volledige competitiewedstrijd speelde in het eerste elftal van Sparta Praag, thuis tegen 1. FK Příbram. Het duel eindigde in 1–1. Hij speelde in de volgende zeven seizoenen meer dan 130 competitiewedstrijden voor de club, waarmee hij in de seizoenen 2009/10 en 2013/14 Tsjechisch landskampioen werd en in laatstgenoemde jaar ook de nationale beker won. Krejčí speelde daarnaast met Sparta Praag in de UEFA Champions League en de UEFA Europa League.
Krejčí verruilde Sparta Praag in juli 2016 voor Bologna, op dat moment actief in de Serie A.

## Interlandcarrière
Krejčí maakte in 2012 zijn debuut in het Tsjechisch voetbalelftal, waarmee hij in 2016 deelnam aan het Europees kampioenschap voetbal in Frankrijk. Na nederlagen tegen Spanje (0–1) en Turkije (0–2) en een gelijkspel tegen Kroatië (2–2) was Tsjechië na de groepsfase uitgeschakeld.

## Erelijst
| Kampioen Gambrinus liga | 2× | 2009/10, 2013/14 |
| Beker van Tsjechië      | 1× | 2013/14          |
| Supercup van Tsjechië   | 2× | 2010, 2014       |

1 Skorupski ·
2 Holm ·
3 Posch ·
5 Erlić ·
6 Moro ·
7 Orsolini ·
8 Freuler ·
9 Castro ·
10 Karlsson ·
11 Ndoye ·
14 Iling-Junior ·
15 Casale ·
16 Corazza ·
17 El Azzouzi ·
18 Pobega ·
19 Ferguson  ·
20 Aebischer ·
21 Odgaard ·
22 Lykogiannis ·
23 Bagnolini ·
24 Dallinga ·
26 Lucumí ·
28 Cambiaghi ·
29 De Silvestri ·
30 Domínguez ·
31 Beukema ·
33 Miranda ·
34 Ravaglia ·
80 Fabbian ·
82 Urbański ·
Coach: Italiano
1 Čech ·
2 Kadeřábek ·
3 Kadlec ·
4 Gebre Selassie ·
5 Hubník ·
6 Sivok ·
7 Necid ·
8 Limberský ·
9 Dočkal ·
10 Rosický ·
11 Pudil ·
12 Škoda ·
13 Plašil ·
14 Kolář ·
15 Pavelka ·
16 Vaclík ·
17 Suchý ·
18 Šural ·
19 Krejčí ·
20 Skalák ·
21 Lafata ·
22 Darida ·
23 Koubek ·
Coach: Vrba